# 5370 Taranis
5370 Taranis (1986 RA) là một thiện thạch Amor được phát hiện vào ngày 2 tháng 09 năm 1986 bởi Alain Maury tại trạm thiên văn Palomar. It is one of very few asteroids located in the 2: 1 mean motion resonance with Sao Mộc.